# 梅納區
梅納區（烏克蘭語：Менський район），曾是烏克蘭北部切爾尼希夫州的一個區，行政中心設於梅納，面積1,376平方公里，2013年人口38,011，人口密度每平方公里27.62人。